# Orthotrichum barclayi
Orthotrichum barclayi là một loài Rêu trong họ Orthotrichaceae. Loài này được (Mitt.) Kindb. mô tả khoa học đầu tiên năm 1897.